# Christopher O'Connell
Christopher O'Connell (n. 3 iunie 1994, Sydney, Noul Wales de Sud, Australia) este un jucător profesionist australian de tenis. Cea mai bună clasare a sa la simplu este locul 53 mondial în septembrie 2023, iar la dublu locul 460 mondial, în martie 2022. Și-a făcut debutul pe circuitul ATP în ianuarie 2017 în orașul său natal, la Sydney International. 